# Pyry Niemi
Pyry Niemi (1965)  é um político sueco. Desde 4 de outubro de  2010 que tem servido como membro do Riksdag em representação do círculo eleitoral do condado de Uppsala.
Ele também serve como presidente da Conferência Parlamentar do Mar Báltico 2020-2021.
Anteriormente, Niemi trabalhou como gerente de vendas.